# Centenário (Rio Grande do Sul)
Centenário is een gemeente in de Braziliaanse deelstaat Rio Grande do Sul. De gemeente telt 3.100 inwoners (schatting 2009).